# چیزی برای وحشت نیست
 " چیزی برای وحشت نیست " ترانه ای از کریس ریا خواننده و آهنگساز بریتانیایی است که در سال ۱۹۹۲ و بعنوان تک آهنگ اصلی از دوازدهمین آلبوم استدیویی اش با عنوان پوست موز بزرگ خداوند, منتشر شد. ریا خود این قطعه را ساخت و تهیه‌کننده اش نیز خود او بود. «چیزی برای وحشت نیست» در چارت بریتانیا به رتبهٔ ۱۶ رسید و چهار هفته در این جدول باقی ماند. موزیک ویدئویی نیز به کارگردانی اندی موراهان برای تبلیغات این تک آهنگ فیلم‌برداری شد.
پیش زمینه
کریس ریا "چیزی برای وحشت نیست" را پس از آنکه صحبت‌های یک مسلمان را در رادیو شنید و در پاسخ به اسلام هراسی نوشت. در سال ۱۹۹۲ ریا به جان پیژون می‌گوید که: "این آهنگ خوش آمد گویی یک اروپایی به مسلمانان است، و خلاصهٔ داستان آن است که اگر به ما نشان بدهید که چیزی برای وحشت وجود ندارد، هیچ مشکلی وجود نخواهد داشت. این آهنگ از آن‌ها می‌خواهد که علامتی برای صلح نشان دهند. زمانی همگی مان مجبور بودیم از روس‌ها بترسیم، پس از آن نوبت به چینی‌ها رسید، و حالا و برای یک سال گذشته این داستان مسلمانان پیش آمده‌است". ریا می‌گوید در ابتدای شعر نیز یک معنای دوگانه بکار رفته که بر "زن و مرد، یا هرگونه رابطه ای دلالت دارد. "
این آهنگ به عنوان تک آهنگ اصلی آلبوم منتشر شد. در سال ۱۹۹۲ پل لیلی، مدیر برنامه‌های ریا، با بیان اینکه تصمیم برای انتشار نسخه کامل نه دقیقه ای در رادیو گرفته‌اند، به Music & Media گفت: "ما احساس کردیم که این آلبوم باید با وجود این آهنگ قوی، وزن بیشتری به دست آورد. اگرچه ویرایشهای رادیویی در دسترس هستند، ما ابتدا نسخهٔ طولانی را عرضه کردیم. هدف ما این بود که حداقل یک بار نسخه کامل در رادیو پخش شود و سپس تصمیم‌گیری را مدیران برنامه ریز واگذار کنیم. "

## نظرات منتقدین
پس از انتشار، Music & Media نوشت: "یک ترانه نه دقیقه ای با تأثیر از " Private Investigations "و یک اسلاید گیتار سینمایی برای ورود متناسب با حال و هوای پاریس، تگزاس (فیلم). در بررسی این آلبوم، The Lennox Herald اظهار داشت: «ترانه نه دقیقه ای» چیزی برای وحشت نیست «به جای آنکه چشم داشتی به جایگاهی در جدول داشته باشد موسیقی خوب را هدف گرفته و مثال خوبی است از این حقیقت که ریا به موسیقی اش خدشه ای وارد نکرده‌است.» مایک دالی از Age گفت: «در مورد» هیچ چیز برای وحشت نیست «ریا با در دست داشتن مهار گیتارش اجازه می‌دهد این آهنگ طولانی پر رنگ لعاب با درونمایهٔ فلامنکویی اش، تلاشی باشد برای زدن پلی بر فراز شکاف بین جامعهٔ مسیحی و مسلمان.»
لین ساکسبرگ از The Ottawa Citizen این آهنگ را «فرزند خلف» آهنگ «راه به جهنم» با یک گیتار اسلاید «احساسی» دانست. پاتریک دیویت از The Leader-Post نوشت:"چیزی برای وحشت نیست"با حال و هوای لئونارد کوهنی با یک سولو گیتار فضایی با کمی دیستورشن و یک بِند، بر روی یک تک نت سینث‌سایزر کششی، آغاز می‌شود. ریا با آن کاراکتر عمیق و جنس صدایش حتم می‌کند که حال و هوای محزون آهنگ حفظ شود " تری کریگ از The StarPhoenix اشاره می‌کند که "اسلاید گیتار آغازین" قطعه هرچه مارک ناپفلر اخیراً رشته بوده را پنبه می‌کند".

## فهرست آهنگ
صفحهٔ ۷ "
1. "هیچ چیز برای وحشت نیست" - ۹:۱۰
2. "هیچ چیز برای ترسیدن (نسخهٔ ویرایش شده)" - ۶:۴۵
3. "رقص عجیب" - ۴:۱۴

کاست
1. "هیچ چیز برای وحشت نیست" - ۹:۱۰
2. "هیچ چیز برای ترسیدن (نسخهٔ ویرایش شده)" - ۶:۴۵
3. "رقص عجیب" - ۴:۱۴

CD (شمارهٔ ۱ بریتانیا)
1. "هیچ چیز برای وحشت نیست" - ۹:۱۰
2. "راهی به جهنم (NEC Live 1991)" - 6:44
3. "کار بر روی آن (NEC Live 1991)" - 6:31

CD (نسخهٔ اروپایی و شمارهٔ ۲ بریتانیا)
1. "هیچ چیز برای ترس" - ۹:۱۰
2. "دیتونا (NEC Live 1991)" - 6:36
3. "در ساحل (اجرای زنده پاریس در سال ۱۹۹۱)" - ۴:۳۰

## عوامل
- کریس ری - آواز، گیتار
- مکس میدلتون - سینث سایزر

## تولید
- کریس ری - تهیه‌کننده
- نیل آمور - مهندس صدا
- فیلیپ گارسیا، سایمون وال - دستیاران صدا
- تامی اف. ان ویلیس - تکنسین گیتار

## چارت‌ها
| نمودار (۱۹۹۲)            | بالاترین جایگاه |
| ------------------------ | --------------- |
| چارت تک آهنگ‌های سوئیس    | ۳۸              |
| چارت تک آهنگ‌های بریتانیا | ۱۶              |